# 第38回アカデミー賞
第38回アカデミー賞（だい38かいアカデミーしょう）は1966年4月18日に発表・授賞式が行われた。司会はボブ・ホープ。

## 式典
- 第38回目のアカデミー賞授賞式はサンタモニカ・シヴィル・オーディトリアムで行われた。テレビではこの年からカラー放送で中継されるようになった。以降、全てカラー放送。
- 監督賞に『砂の女』を監督した勅使河原宏が、また外国語映画賞に小林正樹の『怪談』がノミネートされたが、いずれも受賞はならなかった。

## 候補と受賞の一覧
太字は受賞である。また、以下での人名表記は
1. 作品の日本語公式情報およびAMPAS公式サイトの日本版とWOWOWによる授賞式放送での表記に準ずる。
2. 見当たらない場合はデータベースサイトなどを参考。
3. それでもない場合は英語表記のままとする。

| 作品賞 | 監督賞 |
| --- | --- |
| - 『サウンド・オブ・ミュージック』 - 『ドクトル・ジバゴ』 - 『ダーリング』 - 『裏街・太陽の天使』 - 『愚か者の船』 | - ロバート・ワイズ – 『サウンド・オブ・ミュージック』 - デヴィッド・リーン – 『ドクトル・ジバゴ』 - ジョン・シュレシンジャー – 『ダーリング』 - ウィリアム・ワイラー – 『コレクター』 - 勅使河原宏 – 『砂の女』 |
| 主演男優賞 | 主演女優賞 |
| - リー・マーヴィン – 『キャット・バルー』 - リチャード・バートン – 『寒い国から帰ったスパイ』 - ローレンス・オリヴィエ – 『オセロ』 - ロッド・スタイガー – 『質屋』 - オスカー・ウェルナー – 『愚か者の船』 | - ジュリー・クリスティ – 『ダーリング』 - ジュリー・アンドリュース – 『サウンド・オブ・ミュージック』 - サマンサ・エッガー – 『コレクター』 - エリザベス・ハートマン – 『いつか見た青い空』 - シモーヌ・シニョレ – 『愚か者の船』 |
| 助演男優賞 | 助演女優賞 |
| - マーティン・バルサム – 『裏街・太陽の天使』 - イアン・バネン – 『飛べ!フェニックス』 - トム・コートネイ – 『ドクトル・ジバゴ』 - マイケル・ダン – 『愚か者の船』 - フランク・フィンレー – 『オセロ』 | - シェリー・ウィンタース –『いつか見た青い空』 - ルース・ゴードン – 『サンセット物語』 - ジョイス・レッドマン – 『オセロ』 - マギー・スミス – 『オセロ』 - ペギー・ウッド – 『サウンド・オブ・ミュージック』 |
| 脚本賞 | 脚色賞 |
| - 『ダーリング』 – フレデリック・ラファエル - 『ゴールデン・ハンター』 – アジェノーレ・インクロッチ、フェリオ・スカルペリ、マリオ・モニチェリ、トニーノ・グエッラ、ジョルジオ・サルヴィオーニ、スーゾ・チェッキ・ダミーコ - 『シェルブールの雨傘』 – ジャック・ドゥミ - 『大列車作戦』 – フランクリン・コーエン、フランク・デイヴィス - 『素晴らしきヒコーキ野郎』 – ジャック・デイヴィス、ケン・アナキン | - 『ドクトル・ジバゴ』 – ロバート・ボルト - 『裏街・太陽の天使』 – ハーブ・ガードナー - 『キャット・バルー』 – ウォルター・ニューマン、フランク・ピアソン - 『愚か者の船』 – アビー・マン - 『コレクター』 – スタンリー・マン、ジョン・コーン |
| 外国語映画賞 | 歌曲賞 |
| - 『大通りの店』 (チェコスロヴァキア) - 『怪談』 (日本) - 『歓び』 (スウェーデン) - 『ああ結婚』 (イタリア) - Blood on the Land (ギリシャ) | - シャドウ・オブ・ユア・スマイル（『いそしぎ』） – ジョニー・マンデル（作曲）、ポール・フランシス・ウェブスター（作詞） - "The Ballad of Cat Ballou"（『キャット・バルー』） – ジェリー・リヴィングストン（作曲）、マック・デヴィッド（作詞） - "I Will Wait for You"（『シェルブールの雨傘』） – ミシェル・ルグラン（作曲）、ジャック・ドゥミ (作詞) - "The Sweetheart Tree"（『グレートレース』） – ヘンリー・マンシーニ（作曲）、ジョニー・マーサ (作詞) - "What's New Pussycat?"（『何かいいことないか子猫チャン』） – バート・バカラック（作曲）、ハル・デヴィッド（作詞） |
| 長編ドキュメンタリー映画賞 | 短編ドキュメンタリー映画賞 |
| - The Eleanor Roosevelt Story - he Battle of the Bulge... The Brave Rifles - The Fourth Road Bridge - Let My People Go: The Story of Israel - Mourir à Madrid | - To Be Alive! - Mural on Our Street - Nyitany - Point of View - Yeats Country |
| 短編実写映画賞 | 短編アニメ映画賞 |
| - The Chicken – クロード・ベリ - Fortress of Peace – ロサー・ウォルフ - Skaterdater - Snow - Time Piece – ジム・ヘンソン | - The Dot and the Line: A Romance in Lower Mathematics - Clay or the Origin of Species - The Thieving Magpie |
| 作曲賞 | 編曲賞 |
| - 『ドクトル・ジバゴ』 – モーリス・ジャール - 『いつか見た青い空』 – ジェリー・ゴールドスミス - 『シェルブールの雨傘』 – ミシェル・ルグラン、ジャック・ドゥミ - 『華麗なる激情』 – アレックス・ノース - 『偉大な生涯の物語』 – アルフレッド・ニューマン | - 『サウンド・オブ・ミュージック』 – アーウィン・コスタル - 『シェルブールの雨傘』 – ミシェル・ルグラン - 『キャット・バルー』 – フランク・デ・ヴォール - 『裏街・太陽の天使』 – ドン・ウォーカー - 『マドリードで乾杯』 – ライオネル・ニューマン、アレクサンダー・カレッジ |
| 音響編集賞 | 録音賞 |
| - 『グレートレース』 – トレグ・ブラウン - 『脱走特急』 – ウォルター・A・ロッシ | - 『サウンド・オブ・ミュージック』 – ジェームズ・P・コーコラン、フレッド・ハインズ - 『シェナンドー河』 – ウォルドン・O・ワトソン - 『ドクトル・ジバゴ』 – A・W・ワトキンス、フランクリン・ミルトン - 『華麗なる激情』 – ジェームズ・P・コーコラン - 『グレートレース』 – ジョージ・グローヴス |
| 美術賞 (白黒) | 美術賞 (カラー) |
| - 『愚か者の船』 – ロバート・クラットワージー、ジョセフ・キシュ - 『キング・ラット』 – ロバート・エメット・スミス、フランク・タトル - 『いつか見た青い空』 – ジョージ・W・デイヴィス、ウーリー・マックリアリー、ヘンリー・グレイス、チャールズ・S・トンプソン - 『いのちの紐』 – ハル・ペレイラ、ジャック・ポプリン、ロバート・R・ベントン、ジョセフ・キシュ、エリオット・スコット、ヘンリー・グレイス (装置)、ロバート・R・ベントン (装置) - 『寒い国から帰ったスパイ』 – ハル・ペレイラ、タンビ・ラーセン、エドワード・マーシャル、ジョジー・マクアヴィン | - 『ドクトル・ジバゴ』 – ジョン・ボックス、テリー・マーシュ、ダリオ・シモーニ - 『華麗なる激情』 – ジョン・デ・キュア、ジャック・マーティン・スミス、ダリオ・シモーニ - 『偉大な生涯の物語』 – リチャード・デイ、ウィリアム・クレバー、デヴィッド・ホール (死後のノミネート)、レイ・モイヤー、フレッド・マクリーン、ノーマン・ロケット - 『サンセット物語』 – ロバート・クラットワージー、ジョージ・ジェイムズ・ホプキンス - 『サウンド・オブ・ミュージック』 – ボリス・レヴェン、ウォルター・M・スコット、ルディ・レヴィット                                                   |
| 撮影賞 (白黒) | 撮影賞 (カラー) |
| - 『愚か者の船』 – アーネスト・ラズロ - 『危険な道』 – ロイヤル・グリッグス - 『キング・ラット』 – バーネット・ガフィ - 『モリツリ/南太平洋爆破作戦』 – コンラッド・L・ホール - 『いつか見た青い空』 – ロバート・バークス | - 『ドクトル・ジバゴ』 – フレディ・ヤング - 『華麗なる激情』 – レオン・シャムロイ - 『グレートレース』 – ラッセル・ハーラン - 『偉大な生涯の物語』 – ウィリアム・C・メラー (死後のノミネート)、ロイヤル・グリッグス - 『サウンド・オブ・ミュージック』 – テッド・マッコード |
| 衣裳デザイン賞 (白黒) | 衣裳デザイン賞 (カラー) |
| - 『ダーリング』 – ジュリー・ハリス - 『モリツリ/南太平洋爆破作戦』 – モス・メーブリー - 『生きる情熱』 – ハワード・シュープ - 『愚か者の船』 – ジェーン・ルイス、ビル・トーマス - 『いのちの紐』 – イーディス・ヘッド | - 『ドクトル・ジバゴ』 – フィリス・ダルトン - 『華麗なる激情』 – ヴィットリオ・ニーノ・ノヴァレーゼ - 『偉大な生涯の物語』 – マージョリー・ベスト、ヴィットリオ・ニーノ・ノヴァレーゼ - 『サンセット物語』 – イーディス・ヘッド、ビル・トーマス - 『サウンド・オブ・ミュージック』 – ドロシー・ジーキンス |
| 編集賞 | 視覚効果賞 |
| - 『サウンド・オブ・ミュージック』 – ウィリアム・H・レイノルズ - 『キャット・バルー』 – チャールズ・ネルソン - 『ドクトル・ジバゴ』 – ノーマン・サヴェージ - 『飛べ!フェニックス』 – マイケル・ルチアーノ - 『グレートレース』 – ラルフ・E・ウィンタース | - 『007 サンダーボール作戦』 – ジョン・スティアーズ - 『偉大な生涯の物語』 – ジョセフ・マクミラン・ジョンソン |

### アービング・G・タルバーグ賞
- ウィリアム・ワイラー

### ジーン・ハーショルト友愛賞
- Edmond L. DePatie

### 統計
| 複数候補: - 10 候補: 『ドクトル・ジバゴ』、『サウンド・オブ・ミュージック』 - 8 候補: 『愚か者の船』 - 5 候補: 『華麗なる激情』、『キャット・バルー』、『ダーリング』、『グレートレース』、『偉大な生涯の物語』、『いつか見た青い空』 - 4 候補: 『オセロ』、『裏街・太陽の天使』、『シェルブールの雨傘』 - 3 候補: 『コレクター』、『サンセット物語』 - 2 候補: 『飛べ!フェニックス』、『キング・ラット』、『モリツリ/南太平洋爆破作戦』、『いのちの紐』、『寒い国から帰ったスパイ 』 | 複数受賞. - 5 受賞: 『ドクトル・ジバゴ』、『サウンド・オブ・ミュージック』 - 3 受賞: 『ダーリング』 - 2 受賞: 『愚か者の船』 |

### プレゼンター
| プレゼンター             | 賞                              |
| ------------------------ | ------------------------------- |
| ジュリー・アンドリュース | 主演男優賞                      |
| ウォーレン・ベイティ     | 美術賞                          |
| デビー・レイノルズ       | 美術賞                          |
| ミルトン・バール         | ドキュメンタリー映画賞          |
| フィリス・ディラー       | ドキュメンタリー映画賞          |
| ジェームズ・コバーン     | 作曲賞 編曲賞                   |
| ヴィルナ・リージ         | 作曲賞 編曲賞                   |
| アンジー・ディキンソン   | ジーン・ハーショルト友愛賞      |
| パティ・デューク         | 音響編集賞 録音賞               |
| ジョージ・ハミルトン     | 音響編集賞 録音賞               |
| イヴェット・ミミュー     | 音響編集賞 録音賞               |
| アーサー・フリード       | 名誉賞 (ボブ・ホープ)           |
| レックス・ハリソン       | 主演女優賞                      |
| リチャード・ジョンソン   | 撮影賞                          |
| キム・ノヴァク           | 撮影賞                          |
| リラ・ケドロヴァ         | 助演男優賞                      |
| ドン・ノッツ             | 短編実写映画賞 短編アニメ映画賞 |
| エルケ・ソマー           | 短編実写映画賞 短編アニメ映画賞 |
| ジャック・レモン         | 作品賞                          |
| シャーリー・マクレーン   | 監督賞                          |
| ドロシー・マローン       | 視覚効果賞                      |
| グレゴリー・ペック       | 外国語映画賞                    |
| ジョージ・ペパード       | 脚本賞 脚色賞                   |
| ジョアン・ウッドワード   | 脚本賞 脚色賞                   |
| ジェイソン・ロバーズ     | 編集賞                          |
| ラナ・ターナー           | 衣裳デザイン賞                  |
| ピーター・ユスティノフ   | 助演女優賞                      |
| ナタリー・ウッド         | 歌曲賞                          |